# Piège blanc
Pour plus de détails, voir Fiche technique et Distribution.
Piège blanc est un téléfilm français réalisé par Abel Ferry sur un scénario d'Éric Rondeaux, Abel Ferry et Jérôme Soubeyrand et diffusé, pour la première fois, en Suisse, le 14 novembre 2014 sur RTS Un et, en France, le 19 novembre 2014 sur France 2.

## Synopsis
Simon Mésange doit épouser une championne de ski, Camille Lorentz. Les invités, dont des personnalités de la région, sont conviés à une photo sur la terrasse panoramique de la station sponsorisée par le père du marié. Les conditions météorologiques ne sont pas totalement favorables mais devant l'insistance des convives, le chef de la sécurité, Marc Prieur, autorise la montée en téléphérique. Mais, soudain, la météo se dégrade faisant trembler la montagne, provocant des éboulements. Une partie de la station s'écroule. Le groupe se retrouve bloqué à 3800 mètres d'altitude sans possibilité d'être secouru par hélicoptère.

## Fiche technique
- Réalisation : Abel Ferry[1]
- Scénario : Éric Rondeaux, Abel Ferry et Jérôme Soubeyrand[1]
- Sociétés de production : Geteve
- Musique original : Jean-Pierre Taïeb[1]
- Premières diffusions :
  -  Suisse : 14 novembre 2014 sur RTS Un[2]
  -  France : 19 novembre 2014 sur France 2[2]
  -  Espagne : 28 février 2016[2]

## Distribution
Sauf indication contraire, les informations mentionnées dans cette section peuvent être confirmées par la base de données cinématographiques IMDb,  présente dans la section « Liens externes ».
- Philippe Bas : Marc Prieur
- Anne Richard : Sylvia
- Marie Kremer : Camille Lorentz
- Astrid Veillon : Marie Joncquet
- Bruno Debrandt : Benjamin
- Carlo Brandt : Gilles
- Vanessa Larré : Florence Prieur
- Igor Mendjisky : Simon Mésange
- Bertille Chabert : Emma Prieur
- Victor Chambon : Alexandre Lorentz
- Séverine Bujard : Nicole
- Jérôme Fonlupt : Julien
- André Manoukian : Monsieur Mésange
- Éva Darlan : Victoria
- Marielle Goitschel : Madame Lorentz
- Florence Bebic : L'infirmière
- Christophe Gendreau : Gilbert
- Pascal Brun : Pilote hélicoptère
- Alain Blazquez : Responsable héliport

## Production

### Genèse
Le téléfilm est présenté comme le premier téléfilm catastrophe français. Le réalisateur, qui avait déjà réalisé Vertige en 2009, voulait montrer que la France était également capable de réaliser ce type de fiction. Le budget a cependant été limité à 2 millions d'euros, ce qui a nécessité certaines adaptations au projet original. Les figurants ont ainsi été retirés, le nombre de lieux de tournage a été réduit, ainsi que le nombre de prises. Le réalisateur s'est aussi adapté à la montagne et à la météo, sans chercher à coller exactement à ce qu'il avait imaginé au départ.

### Tournage
Le téléfilm a été tourné dans la vallée de Chamonix, sur le téléphérique du Brévent, en 24 jours, dont 15 en altitude, en novembre et décembre 2013. Les cascades ont été réalisées par les acteurs eux-mêmes dans des conditions extrêmes, avec des températures allant jusqu'à -17 °C et de la clarté pendant six heures par jour seulement. C'était un souhait de réalisme du réalisateur qui en a informé les acteurs dès le départ. Astrid Veillon, par exemple, a réellement été suspendue à une corde à 500 mètres du sol. Suivi par des guides de hautes montagnes, le tournage a évité des drames. Quelques incidents ont quand-même ponctué le tournage comme un tympan percé pour la scripte ou un malaise dû à l'altitude pour la costumière,.
Des images ont été réalisées par drone.

### Casting
Le casting reprend des habitués du petit écran comme Philippe Bas (connu pour son rôle dans Profilage), Astrid Veillon (connue pour Quai n° 1), Anne Richard (Boulevard du Palais), Éva Darlan (Madame la Proviseure, Fais pas ci, fais pas ça)  ou encore Marie Kremer (Un village français). On notera également la présence de la championne de ski alpin Marielle Goitschel et du juré de la Nouvelle Star, André Manoukian.

## Accueil critique
Le Parisien salue la « tentative de programmation originale et ambitieuse de la part de France 2, qui a pris le risque de dérouter son public habituel à cet horaire » mais trouve que « le résultat final pèche par certains rebondissements à la limite du risible [...] et des seconds rôles à l'extrême limite du cliché ». Télé Loisirs est plus explicite pour le côté risible. Pour la journaliste, « Au royaume du nanar, Piège blanc aurait sûrement sa place ». Elle pointe une scène de chute de rocher emportant le personnage joué par Éva Darlan en parlant de « faux raccord, rocher digne de Bib Bip et le coyote ». Le magazine Moustique, lui, estime le défi réussi : « La tension est au rendez-vous, l'émotion aussi ». La journaliste ajoute : « De bout en bout, le téléspectateur est happé dans la tourmente. Si le scénario n'est pas très accompli, il faut laisser à Abel Ferry la maîtrise du rythme et des conditions extrêmes. »